# Григоренко, Николай Алексеевич
Николай Алексеевич Григоренко (28 декабря 1918, Борисовка — 23 июня 1987) — Заслуженный строитель УССР, полный кавалер ордена Славы, Почётный гражданин Бердянска.

## Биография
Родился 28 декабря 1918 года в селе Борисовка (ныне Приморского района Запорожской области) в крестьянской семье. Украинец. Окончил 5 классов школы. Работал помощником моториста «Укразоврыбтреста».
В Красной армии с 1939 года. В 1940 году окончил школу младших авиационных специалистов. На фронте в Великую Отечественную войну с декабря 1942 года. Воевал воздушным стрелком-радистом в составе 36-го гвардейского бомбардировочного авиационного полка (202-я бомбардировочная авиационная дивизия, 2-я воздушная армия, 1-й Украинский фронт). С 10 октября 1943 по 30 марта 1944 года в районе городов Ровно, Броды и Дубно в составе экипажа уничтожил 45 грузовиков, 10 повозок с боеприпасами, около 10 различных складов и более 90 солдат и офицеров противника. 30 апреля 1944 года награждён орденом Славы 3 степени. Член ВКП (б) с 1944 года.
В воздушных боях в составе группы с 17 по 19 февраля 1945 года в районах населённых пунктов Штрелен (Стшелин), Томіца и Куртвитц (Польша) гвардии старший сержант Григоренко отразил 12 атак истребителей противника и сбил три самолёта, уничтожил три автомобиля и четыре склада горючего. 5 апреля 1945 года награждён орденом Славы 2 степени.
25 апреля 1945 года в районе города Прибуса (Германия) по целеуказаниям гвардии старшего сержанта Григоренко воздушным ударом разгромлена колонна вражеской мотопехоты и танков. 27 апреля 1945 года у населённого пункта Шлепциг (под Берлином) уничтожил семь грузовиков противника. 8 мая 1945 года в районах городов Пирны (Германия) и Ческа-Липа (Чехословакия) в сложной обстановке обеспечил надежную связь группы советских бомбардировщиков с командным пунктом полка, что способствовало выполнению боевой задачи экипажами. 27 июня 1945 года награждён орденом Славы 1 степени.
После войны в звании старшины был демобилизован. Жил в Бердянске. Работал бригадиром в тресте «Бердянскстрой». С 1953 года — бригадир.
Умер 23 июня 1987 года.

## Награды
Награждён орденами Октябрьской Революции, Отечественной войны 1 степени, Красной Звезды, медалями.
Почётный гражданин Бердянска с 1973 года. Заслуженный строитель УССР.